# Selección de fútbol de Gotland
La Selección de fútbol de Gotland es el equipo representativo de esta provincia sueca. No está afiliado a FIFA ni a UEFA. Está asociado con la IGA (Island Games Association), la entidad encargada de organizar los Juegos de las Islas cada dos años, torneo del que participó siete veces.

## Participación en los Juegos de las Islas
| Año   | Ronda                      | Posición | PJ | G  | E | P  | GF | GC |
| ----- | -------------------------- | -------- | -- | -- | - | -- | -- | -- |
| 1989  | No participó               |          |    |    |   |    |    |    |
| 1991  | No participó               |          |    |    |   |    |    |    |
| 1993  | No participó               |          |    |    |   |    |    |    |
| 1995  | No participó               |          |    |    |   |    |    |    |
| 1997  | No participó               |          |    |    |   |    |    |    |
| 1999  | Partido por el 7.º lugar   | 7.º      | 5  | 3  | 1 | 1  | 26 | 12 |
| 2001  | No participó               |          |    |    |   |    |    |    |
| 2003  | Partido por el 9.º lugar   | 9.º      | 5  | 2  | 3 | 0  | 7  | 3  |
| 2005  | No participó               |          |    |    |   |    |    |    |
| 2007  | Partido por el 5.º lugar   | 6.º      | 4  | 1  | 0 | 3  | 5  | 6  |
| 2009  | Partido por el 11.º lugar  | 11.º     | 4  | 1  | 0 | 2  | 7  | 11 |
| 2011  | Partido por el 9.º lugar   | 10.º     | 4  | 1  | 0 | 2  | 11 | 12 |
| 2013  | No participó               |          |    |    |   |    |    |    |
| 2015  | Partido por el 13.er lugar | 14.°     | 4  | 0  | 0 | 4  | 5  | 11 |
| 2017  | Partido por el 5.º lugar   | 6.º      | 4  | 2  | 0 | 2  | 17 | 5  |
| 2023  | No participó               |          |    |    |   |    |    |    |
| Total | 7/16                       |          | 29 | 10 | 4 | 14 | 78 | 60 |

## Jugadores
Sus jugadores son nacidos en la isla, son convocados cada dos años para jugar los Juegos de las Islas. La mayoría juega regularmente para equipos locales semi-profesionales o amateurs, desde la tercera división para abajo.
A continuación una lista con la plantilla que participó de los Juegos de las Islas en 2015:
- Tom Eneqvist (FC Gute)
- Emil Segerlund (Visby AIK)
- Philip Persson (Dalhem IF)
- Jonathan Bogren (Dalhem IF)
- Peter Öhman (Dalhem IF)
- Christian Zachrisson (Levide IF)
- Pontus Björklund (Dalhem IF)
- Victor Svensson (Landskrona BolS)
- Nicklas Håkansson (Visby AIK)
- Andreas Ronström (IF Hansa-Hoburg)
- Oscar Anrog (Visby AIK)
- Gustaf Lawergren (FC Gute)
- Oskar Nilsson (Fårösunds GolK)
- Adam Söderlund (Visby AIK)
- Isak Eneqvist (FC Gute)
- Gabriel Ronström (IF Hansa-Hoburg)
- Zebastian Höglund (Väskinde AIS)
- Rikard Andersson (Fårösunds GolK)

## Récord histórico
| Rival               | PJ | PG | PE | PP | GF | GC |
| ------------------- | -- | -- | -- | -- | -- | -- |
| Åland               | 2  | 1  | 0  | 1  | 4  | 4  |
| Bornholm            | 1  | 1  | 0  | 0  | 5  | 1  |
| Frøya               | 2  | 1  | 1  | 0  | 5  | 2  |
| Gibraltar           | 1  | 0  | 0  | 1  | 1  | 2  |
| Groenlandia         | 3  | 3  | 0  | 0  | 13 | 6  |
| Guernsey            | 2  | 0  | 0  | 2  | 2  | 8  |
| Hébridas Exteriores | 2  | 0  | 0  | 2  | 2  | 5  |
| Hitra               | 1  | 1  | 0  | 0  | 12 | 1  |
| Isla de Man         | 3  | 0  | 1  | 2  | 8  | 12 |
| Islas Malvinas      | 2  | 2  | 0  | 0  | 8  | 1  |
| Jersey              | 2  | 0  | 1  | 1  | 0  | 1  |
| Öland               | 1  | 1  | 0  | 0  | 3  | 2  |
| Saaremaa            | 2  | 1  | 0  | 1  | 5  | 3  |
| Shetland            | 2  | 1  | 1  | 0  | 3  | 1  |
| Ynys Môn            | 2  | 0  | 0  | 2  | 3  | 5  |